# Antoine de Lonhy
Antoine de Lonhy est un peintre, enlumineur et peintre-verrier du XVe siècle d'origine bourguignonne. Caractérisé par son itinérance, il est actif entre 1446 et 1490 en Bourgogne, à Toulouse, en Catalogne, en Savoie et au Piémont. 

## Historiographie

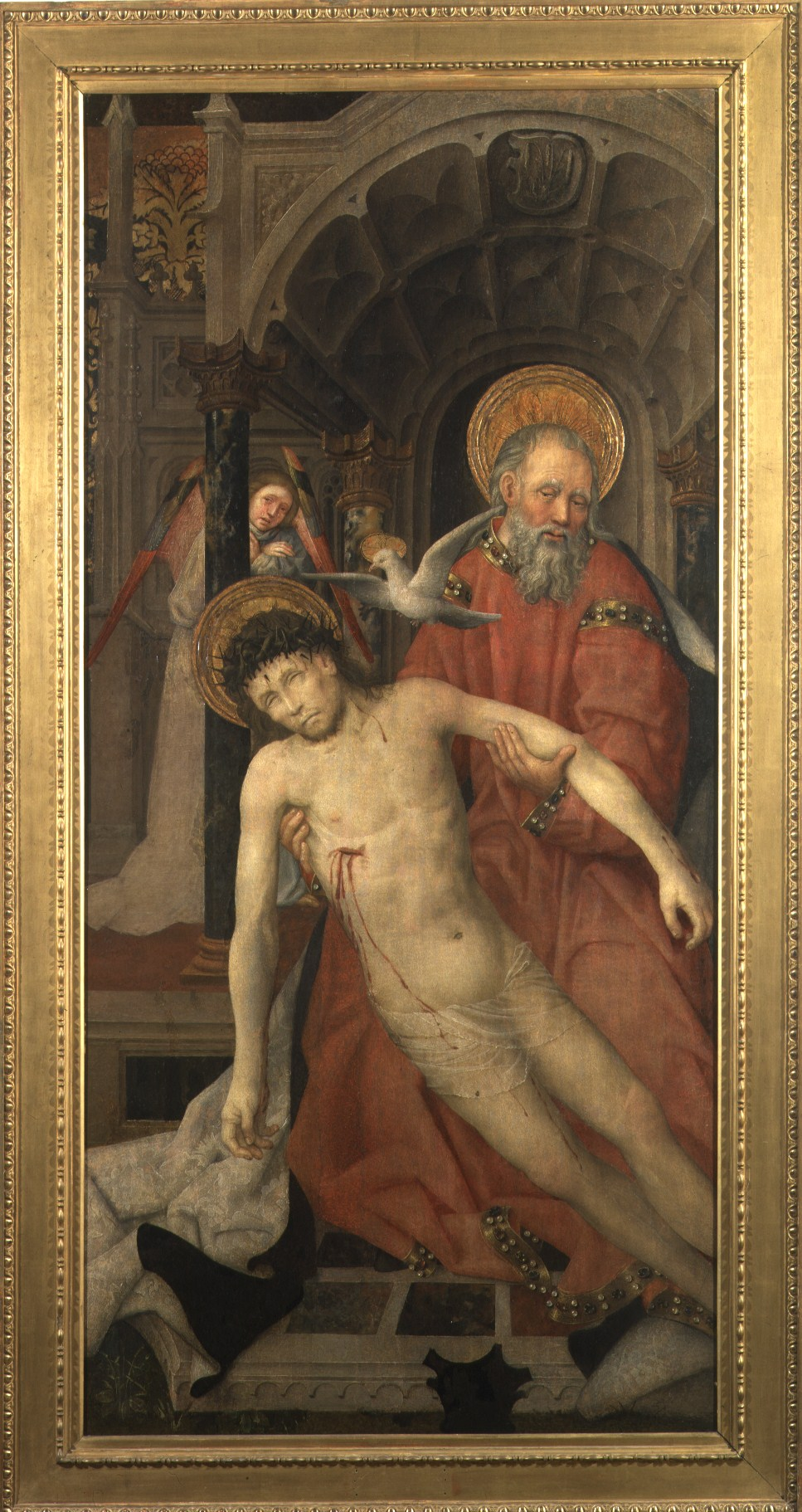
Trinité de Turin.

La redécouverte d’Antoine de Lonhy débute en 1972, avec la publication d’un article de Charles Sterling sur le Maître de la Trinité de Turin. Il constitue la personnalité d’un peintre qu’il considère comme bourguignon et qui aurait été actif dans le Piémont vers 1480-1490. Il considère d’ailleurs cet artiste comme un disciple de l’enlumineur des Heures de Saluces.
En 1988, Giovanni Romano propose d’identifier le Maître de la Trinité de Turin à la personnalité d’Antoine de Lonhy sur la base de deux œuvres documentées, dont on a retrouvé la trace des commandes dans des archives à Toulouse. En 1989, il propose de fusionner cet Antoine de Lonhy avec le Maître de la sainte Anne.
En parallèle, François Avril parvient au même résultat par un autre chemin. Il va reprendre la proposition de Charles Sterling et plutôt que de considérer le Maître de la Trinité de Turin comme un disciple de l’enlumineur des Heures de Saluces, il va établir qu’il s’agit de la même personne. Cela lui permet d’aller plus loin et même de retracer l’itinéraire de ce peintre, qui peint dans le Piémont et en Languedoc, et qui est vraisemblablement issu de Bourgogne.
En 1994, Philippe Lorentz confirme qu’Antoine de Lonhy est bien présent en Bourgogne au moins en 1446, puisqu’il découvre un document qui atteste que le peintre est au service de Nicolas Rolin, le chancelier de Philippe le Bon. Philippe Lorentz attribue également en 2005 à Antoine de Lonhy les peintures de Notre-Dame de la Dalbade à Toulouse.

## Biographie

### Origines et formation
Antoine de Lonhy est cité pour la première fois sous le nom d' « Anthoine de Loigney [...] pointre demourant a Chalon », ce qui peut le faire naître dans une des deux villes du département actuel de Saône-et-Loire, Lugny-lès-Charolles ou Lugny près de Mâcon.
Il suit une formation d’enlumineur vers 1435-1440 probablement à Chalon-sur-Saône par un maître ancré dans le gothique international. Il est influencé par les modèles de l’ars nova diffusés par Barthélemy d'Eyck et plus généralement par l'enluminure parisienne du deuxième quart du XVe siècle. 

### Période bourguignonne
En 1446, Antoine de Lohny entre au service de Nicolas Rolin et examine probablement des œuvres des Primitifs flamands, tels que Jan Van Eyck et de Robert Campin. Il collabore durant cette période avec le verrier Euvrard Robert. C’est probablement à la suite de cette rencontre qu’il acquiert une formation de verrier. En 1449, il effectue des travaux pour l’évêque Jean Germain, comme le frontispice de la Mappemonde spirituelle,.

### Période languedocienne et catalane

#### Dans le Languedoc
Antoine de Lonhy part ensuite pour Toulouse au plus tard en 1454 puisque l'on trouve la date sur la fresque de la Dalbade (désormais au musée des Augustins à Toulouse). L’hypothèse la plus probable concernant son départ est le fait qu’il est recommandé par Jean Germain auprès de l'archevêque Bernard Rosier (même réseau de prélats), qui recrutait à ce moment pour effectuer les vitraux de la cathédrale de Toulouse (désormais détruits). L'évolution de son style trahit peut-être un passage par Avignon, alors qu'il se rendait à Toulouse vers 1452. Il réalise aussi le frontispice du traité Semita recta ad montem salutis, daté du 29 juin 1460, dédié à Bernard Rosier. 

#### En Catalogne

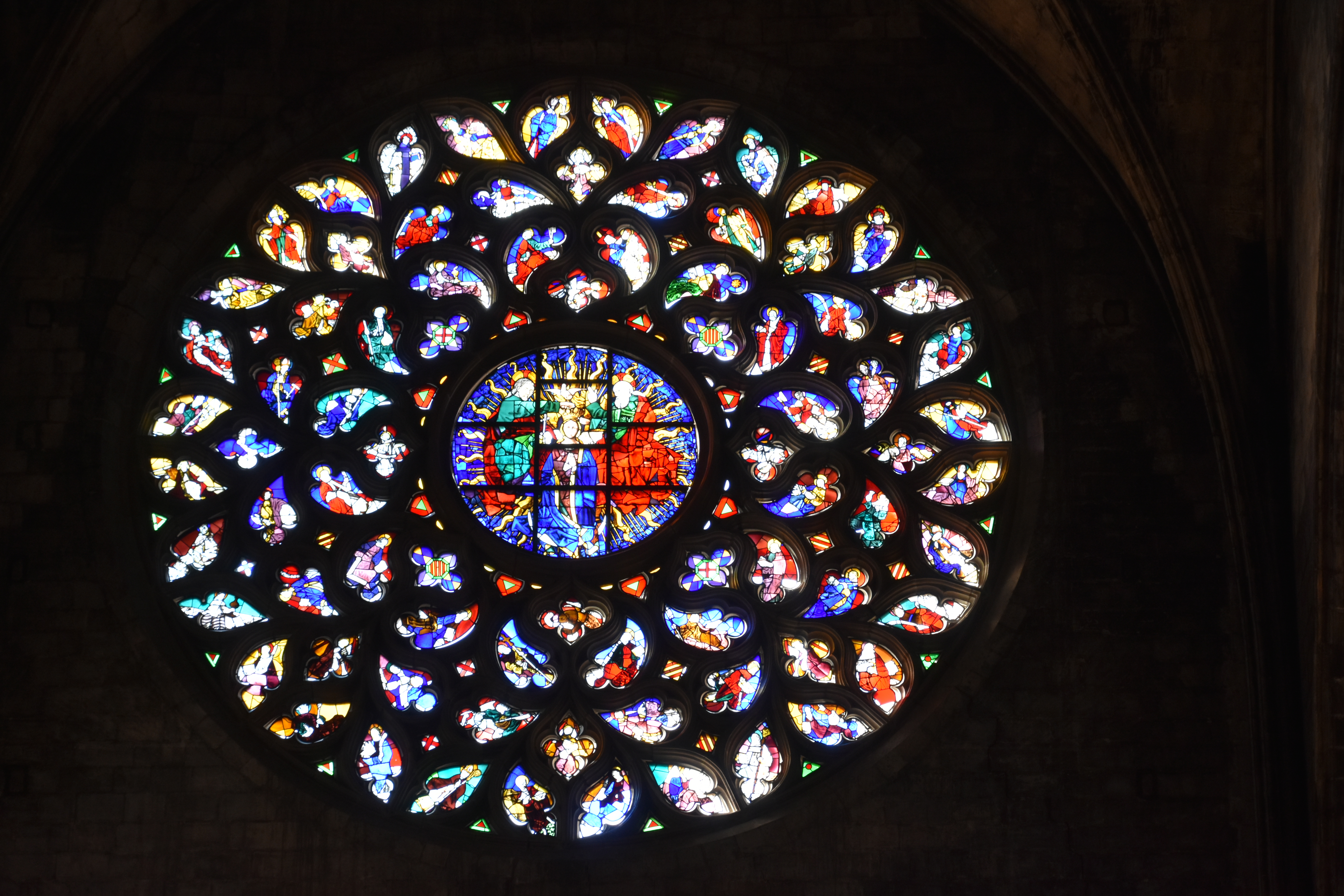
Grande rosace de la Basilique Sainte-Marie-de-la-Mer de Barcelone.

Antoine de Lonhy devait être un peintre-verrier reconnu car le 13 juin 1460, il passe un contrat avec les fabriciens de l'église Santa Maria del Mar de Barcelone pour l'exécution des vitraux de la grande rosace. En 1462, il signe d'autres contrats à Barcelone et réalise un retable pour le monastère des Augustins de Domus Dei, à Miralles ,. C'est dans ces documents qu'il est écrit qu'Antoine de Lonhy est un habitant d'Avigliana, mais résidant à cette époque à Barcelone.

### Période savoyarde
Antoine de Lonhy jouit apparemment d'une grande réputation puisqu'il se transfère à Avigliana, dans le duché de Savoie et le diocèse de Turin,. Ce village a l’avantage de se trouver dans l’axe qui relie les deux pôles du duché, à savoir Turin et Chambéry. Il est probablement recommandé via le même réseau de prélats auprès de l’évêque de Turin, Ludovico da Romagnano, qui cherche à renouveler le décor de la cathédrale au début des années 1460. 
Il entre ensuite au service du duché de Savoie, en particulier de Yolande de Savoie, en tout cas en 1466. Elle lui confie notamment l'achèvement des Heures dites de Saluces. Un des folios évoque une invention qui rappelle les volets du maitre-autel de la cathédrale Saint-Pierre à Genève, ce qui attesterait de son passage par Genève pour se rendre au duché de Savoie. Elle lui commandera aussi le Breve dicendorum compendium vers 1477, un traité destiné à éduquer son fils Philibert.
Il continue de réaliser des œuvres dans les années 1470-1490 dans le Piémont et en Savoie. C'est le cas notamment de la Trinité de Turin et la Sainte Anne, qui ont permis son identification.

## Œuvres

### Peintures

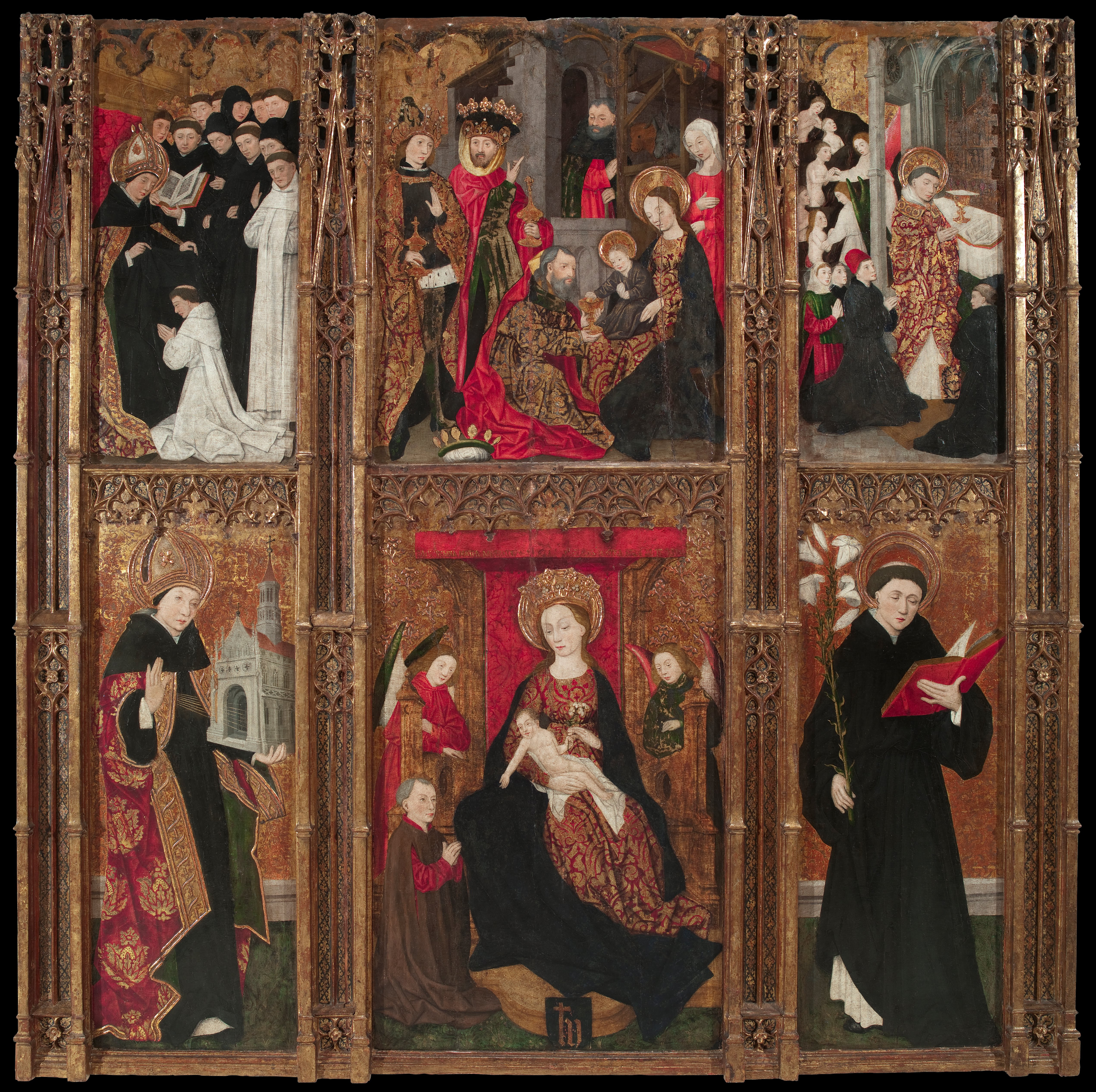
Retable des Augustins de Domus Dei de Miralles

- Retable des Augustins de Domus Dei de Miralles, vers 1461-1462, Musée national d'art de Catalogne de Barcelone[19] ;
- Trinité de Turin, Museo civico de Turin (it)[20] ;
- Pietà et saint François de la chapelle Battagliotti, Galerie Sabauda, Turin ;
- Panneau d'un retable consacré à saint Pierre : Libération de saint Pierre et Chute de Simon le Mage, maison paroissiale de la Collégiale de Saint-Ours, Aoste ;
- Présentation au temple, musée de l'Université Bob Jones, Greenville (Caroline du Sud) et son pendant, Dormition de la Vierge, coll. part. italienne ;
- Retable démembré provenant de l'église des Dominicains de Turin, contenant les panneaux : Nativité, Musée Mayer van den Bergh, Anvers, Prédication de saint Vincent Ferrier, Musée national du Moyen Âge, Paris[21], Saint Dominique, Galerie Sabauda, et peut-être Saint Jean Baptiste présentant une donatrice, collection particulière, Suisse ;
- Saint Antoine présentant une donatrice, collection particulière, Suisse ;
- Sainte Anne, la Vierge et l'Enfant Jésus, cathédrale Saint-Jean-Baptiste de Turin ;
- Saint Augustin sur un trône, collection particulière italienne, passé en vente chez Christie's le 29 janvier 2014 (lot 147)[22] ;
- Mort de la Vierge, collection privée de Balbo Bertone, en prêt au Musée d'Art Ancien de Turin.

### Enluminures

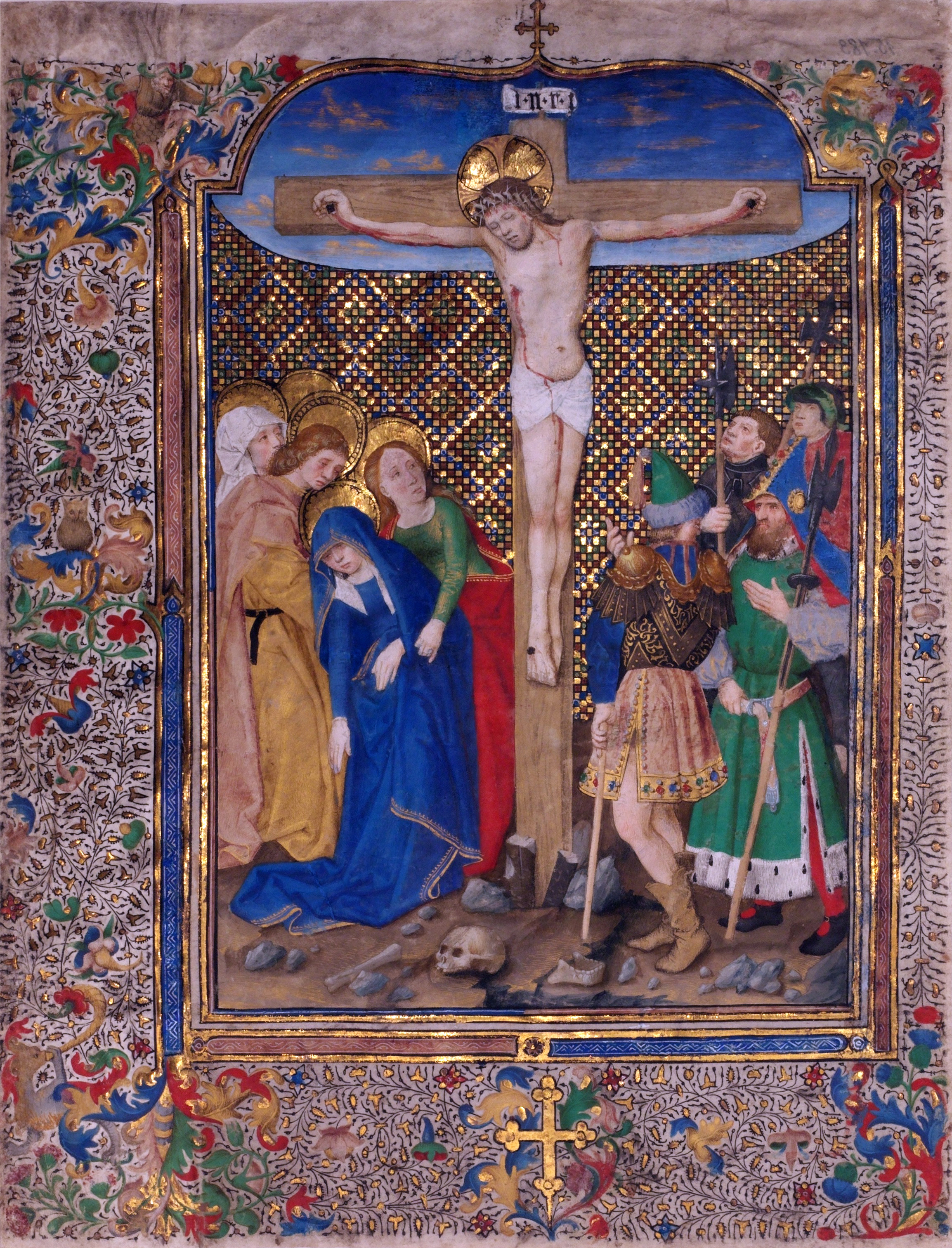
Crucifixion (Antoine de Lonhy), Galerie nationale de Prague

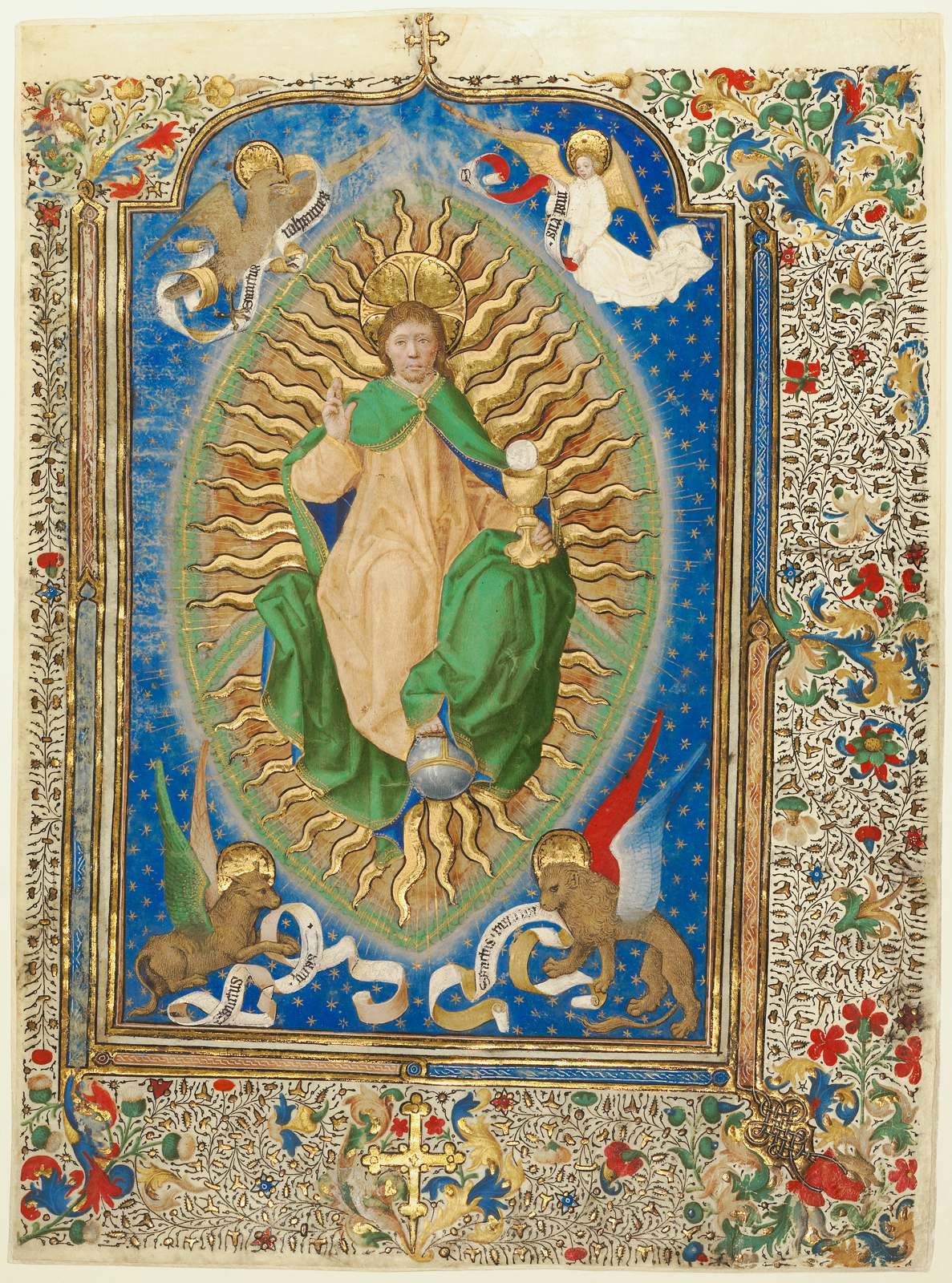
Maiestas Domini, J. Paul Getty Museum.

- Livre d'heures à l'usage de Besançon, vers 1450, Morgan Library and Museum, New York, M.196[23].
- Livre d'heures, vente Helmut Tenner à Heidelberg du 7 mai 1968 (lot 6).
- Heures d'Hugues de Clugny, coll. part., France, passé en vente chez Sotheby's le 10 décembre 1980 (lot 103).
- Mappemonde spirituelle de Jean Germain, évêque de Chalon-sur-Saône, 1449, Bibliothèque de Académie des sciences, belles-lettres et arts de Lyon, Ms.PA32[24],[25].
- Livre d'heures à l'usage de Rome, Toulouse, vers 1457-1460, Bibliothèque municipale de Toulouse, Ms.2881[26].
- Heures de Saluces[27], 34 miniatures, complétant une intervention précédente de Peronet Lamy, Londres, British Library, Add. MS. 27697.
- Livre d'heures à l'usage de Rome, 14 miniatures, Piémont, vers 1465-1470, Morgan Library and Museum, M.57[28].
- Livre d'heures, Walters Art Museum, W.206[29].
- Bréviaire à l'usage de Paris, 361 folios, 11 miniatures, collection particulière.
- Graduel à l'usage dominicain, 9 lettrines historiées, Piémont, Detroit Institute of Art, Ms.F.1984.6.
- Breve Dicendorum compendium, 3 miniatures, Bibliothèque nationale de Turin, ms.D.VI.2.
- Deux feuillets et plusieurs initiales historiées provenant d'un missel aujourd'hui démembré : Crucifixion à la Galerie nationale de Prague, inv.K-36880 et le Christ en majesté au J. Paul Getty Museum (MS 69; 2001.84 Notice.), Ad te levavi à la Public Library de Boston (MS pb Med. 93.)[30], une Sainte Cène au Musée de l'Université de Michigan (1968/2.44) et six initiales à la British Library (Ms Add. MS 37472, fol. 6.)[31].
- Feuillet représentant la résurrection du Christ, cabinet des dessins du Musée Grobet-Labadié, Marseille, inv. G.L.2054.
- Feuillet contenant une lettrine historiée tirée d'un missel, 6,3 × 5,9 cm, coll. part. américaine.

### Vitraux
- Grande rosace de la façade occidentale de Santa Maria del Mar, Barcelone[32].

## Expositions
Antoine de Lonhy fait l'objet de l'exposition "Il Rinascimento europeo di Antoine de Lonhy", au Palazzo Madama, à Turin (octobre 2021 - janvier 2022).   